# Elizabeth Bay (Papua-Neuguinea)
Die Elizabeth Bay (in der deutschen Kolonialzeit Elisabeth-Bucht oder auch Elisabethhafen genannt) ist eine Bucht in der Provinz New Ireland an der Nordostküste der gleichnamigen Insel von Papua-Neuguinea. Sie ist damit Teil des Pazifischen Ozeans.

## Geographie
Die Bucht ist etwa sechzehn Kilometer breit und reicht etwa sechs Kilometer tief ins Land hinein. Am äußeren westlichen Punkt wird die Bucht vom Cape Dinga, im Osten vom Cape Matanatamberan, auf einer kleinen Halbinsel gelegen, begrenzt.
Die kleine Insel Lipek Island liegt etwa östlich in der Bucht, deren Küstenlinie von einigen kleineren Siedlungen am dort verlaufenden Boluminski Highway gesäumt ist.
Die Siedlung Namatanai liegt etwa dreißig Kilometer im Nordwesten der Bucht.

## Geschichte
1895 wurde die Bucht von Hayn vermessen.
Ab 1899 war Neuirland um die Bucht Teil der deutschen Kolonie Neuguinea.
1920 kam Neuguinea unter australische Mandatsverwaltung. Während des Zweiten Weltkriegs besetzte die japanische Armee die Insel. 1945 übernahm Australien die Gegend erneut unter Mandatsverwaltung.
1975 wurde Neuirland Teil des unabhängigen Staates Papua-Neuguinea.